# Cephalodromia bicolor
Cephalodromia bicolor is een vliegensoort uit de familie van de Mythicomyiidae. De wetenschappelijke naam van de soort is voor het eerst geldig gepubliceerd in 1926 door Santos Abreu, oorspronkelijk geplaatst in het geslacht Cyrtosia.